# Pauesia gillettei
Pauesia gillettei är en stekelart som först beskrevs av Charles Joseph Gahan 1911.  Pauesia gillettei ingår i släktet Pauesia och familjen bracksteklar. Inga underarter finns listade i Catalogue of Life.